# Pete Hoekstra

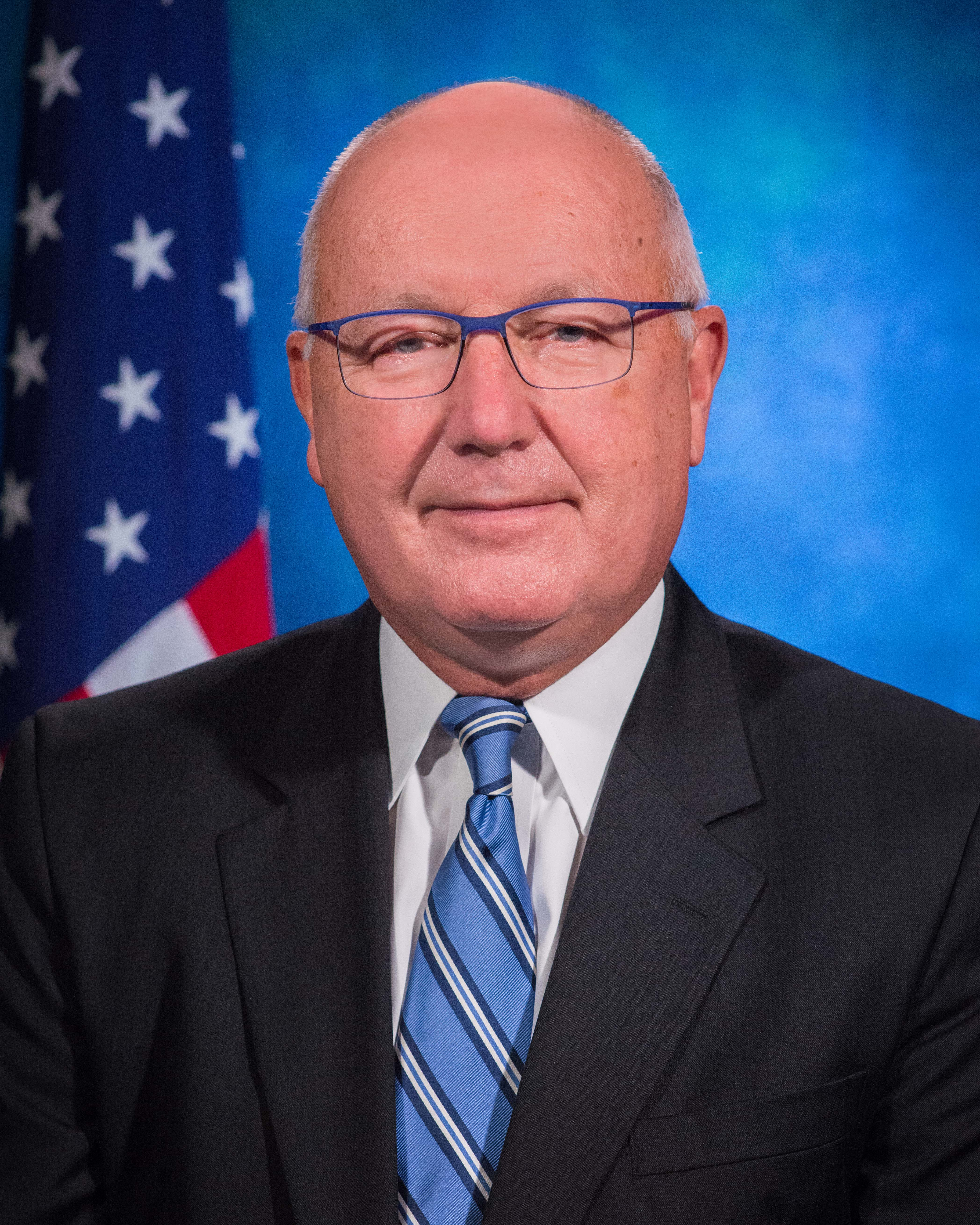
Pete Hoekstra (2017)

Cornelius Peter „Pete“ Hoekstra (* 30. Oktober 1953 in Groningen, Niederlande) ist ein US-amerikanischer Politiker der Republikanischen Partei und war von 1993 bis 2011 Mitglied des US-Repräsentantenhauses für Michigan.
Hoekstra war bis zum 17. Januar 2021 US-Botschafter in seinem Geburtsland, den Niederlanden. Seit dem 29. April 2025 ist er Botschafter der Vereinigten Staaten von Amerika in Kanada.

## Biografie
Nach dem Besuch der Christian High School in Holland (Michigan) studierte der im Alter von drei Jahren mit seinen Eltern in die USA eingewanderte Hoekstra Politikwissenschaft am Hope College und erwarb dort 1975 einen Bachelor of Arts (B.A. Political Science). Ein anschließendes postgraduales Studium der Betriebswirtschaftslehre an der University of Michigan beendete er 1977 mit einem Master of Business Administration (M.B.A.). Danach war er von 1977 bis 1992 Vizepräsident für Marketing des Möbelherstellers Herman Miller.
1992 wurde Hoekstra erstmals als Kandidat der Republikaner zum Mitglied in das US-Repräsentantenhaus gewählt und vertritt dort nach acht anschließenden Wiederwahlen seit dem 3. Januar 1993 den 2. Kongresswahlbezirk von Michigan. Nachdem er zwischen 2003 und 2007 Vorsitzender des Ständigen Sonderausschusses für die Geheimdienste (House Permanent Select Committee on Intelligence) gewesen war, war er seitdem ranghöchstes Mitglied der republikanischen Minderheitsfraktion (Ranking Minority Member) und somit Oppositionsführer in diesem Ausschuss.
Bei den Gouverneurswahlen in Michigan am 2. November 2010 gehörte Hoekstra zum Kreis der möglichen Kandidaten der Republikaner, unterlag bei den parteiinternen Vorwahlen am 3. August 2010 jedoch dem politisch unerfahrenen Unternehmer und früheren Chief Executive Officer und Vorstandsvorsitzenden von Gateway, Inc. Rick Snyder mit 26,8 Prozent zu 36,4 Prozent, während die drei weiteren Kandidaten (Michigans Attorney General Mike Cox, der Sheriff von Oakland County Mike Bouchard und Staatssenator Tom George) zusammen 36,8 Prozent erhielten.
Hoekstra schied am 3. Januar 2011 aus dem Kongress aus. Bill Huizenga trat seine Nachfolge an.
Am 24. Juli 2017 nominierte US-Präsident Donald Trump Hoekstra zum US-Botschafter in den Niederlanden. Am 27. September 2017 hatte er seine Anhörung vor dem Auswärtigen Ausschuss des Senats, der ihn an den gesamten Senat weiterempfahl. Er bestätigte ihn am 9. November.
Im Dezember 2017 gelangte Hoekstra in die Schlagzeilen. In einem Fernsehinterview mit einem niederländischen Journalisten wurde er mit eigenen Aussagen von 2015 konfrontiert. Damals hatte der konservative Politiker auf einer Konferenz behauptet, in den Niederlanden hätten radikale Islamisten no-go zones errichtet, in denen Autos und Politiker in Brand gesetzt würden. Obwohl seine Äußerungen auf der Konferenz exakt mit Videomitschnitten dokumentiert sind, leugnete Hoekstra rundheraus, jemals derartige Aussagen gemacht zu haben, und bezeichnete die Vorhaltungen des Journalisten als fake news. Wenige Momente später bestritt er auch, von fake news gesprochen zu haben. Nachdem international über Hoekstras Abstreiten dokumentierter Tatsachen berichtet worden war, entschuldigte er sich einige Tage später per Twitter für das Fernsehinterview, ohne sich von seinen ursprünglichen Behauptungen zu distanzieren.
Am 10. Januar 2018 trat er sein Amt als Botschafter an. Bei seiner ersten Pressekonferenz wurde er von mehreren Journalisten gefragt, ob er seine Äußerungen zurücknehmen wolle oder andernfalls die in den Niederlanden in Brand gesetzten Politiker benennen könne. Hoekstra weigerte sich, zu seinen Behauptungen Stellung zu nehmen. Wenige Tage später erklärte Hoekstra in einem Interview, seine Angaben von 2015 seien falsch gewesen und er habe damals wohl die Niederlande mit einem anderen Land verwechselt.